# Улица Академика Христиановича
У́лица Акаде́мика Христиано́вича — улица на севере Москвы в районе Северный Северо-Восточного административного округа.

## Происхождение названия
Проектируемый проезд № 4966 получил название улица Академика Христиановича в октябре 2016 года. Улица получила имя советского и российского учёного в области механики академика Сергея Алексеевича Христиановича (1908—2000). Христианович был одним из основателей Московского физико-технического института и его первым ректором.

## Описание
Начинается у линии Савёловского направления Московской железной дороги близ платформы «Долгопрудная» от Проектируемого проезда № 226, проходит на восток вдоль городской границы с селом Виноградово городского округа Мытищи.